# Die Würger von Bombay
Die Würger von Bombay ist ein britischer Spielfilm von 1959 mit Horrorelementen aus der Hammer Films-Produktion. Guy Rolfe spielt die Hauptrolle unter der Regie von Terence Fisher.

## Handlung
Indien, zur Zeit der britischen Kolonialherrschaft. Captain Harry Lewis von der British East India Company untersucht derzeit das Verschwinden von über 2000 Eingeborenen, was auf wenig Gegenliebe bei seinem direkten Vorgesetzten Colonel Henderson stößt. Der zeigt sehr viel mehr Interesse an dem spurlosen Verschwinden mehrerer Handelskarawanen von hier angesiedelten, britischen Kaufleuten. Henderson hat diesen zugesagt, dass er seinen besten Mann mit der Untersuchung beauftragen werde. Lewis nimmt an, dass er diese Untersuchung leiten soll, doch zu seiner großen Enttäuschung wird damit der soeben eingetroffene, nichts ahnende Captain Connaught-Smith, der blasierte, hochnäsige Sohn eines alten Henderson-Freundes, betraut. Lewis glaubt, dass hinter den zurückliegenden Geschehnissen eine ebenso geheime wie mörderische Bande stecken müsse, denn er ist überzeugt davon, dass sowohl die verschwundenen Inder als auch die ebenfalls wie vom Erdboden verschluckten Tiere der Karawane ermordet und irgendwo im Nirgendwo begraben worden sind. Er ist sich überdies sicher, dass es in der Stadt, Bombay, mindestens einen geheimen Informanten geben müsse, der dieser Bande über das Handeln der englischen Kolonialmacht berichtet.
Captain Connaught-Smith ist von Lewis’ Theorien überhaupt nicht überzeugt. Bald gerät er in die Fänge von Thuggees, die ihn im Auftrag einer die Göttin Kali anbetenden Sekte quälen und von einer Kobra zu Tode beißen lassen wollen. Ein Mungo, der Todfeind einer jeden Schlange, der als Haustier gehalten wird, kann Connaught-Smith jedoch im letzten Augenblick retten. Der anwesende Hohepriester der Kali-Sekte sieht darin ein göttliches Zeichen und lässt den englischen Kolonialoffizier frei. Trotz dieser dramatischen Erfahrungen bleibt Connaught-Smith bei seiner gegenüber Harry Lewis feindseligen Einstellung, woraufhin dieser sich dazu durchringt, unter diesen Umständen der Untersuchungskommission den Rücken zu kehren und nunmehr auf eigene Faust den mysteriösen Geschehnissen nachzugehen. Lewis’ Hausdiener Ram Das glaubt seinen seit einigen Jahren verschwundenen Bruder Gopali wieder gesehen zu haben und erhält von Lewis die Erlaubnis, nach ihm zu suchen. Lewis findet bald darauf die abgetrennte Hand von Ram Das, die an das Fenster seines Domizils geschleudert wurde. Lewis ist davon überzeugt, dass dahinter Thugs stehen müssen und die Hand als Zeichen einer massiven Warnung anzusehen ist. Dieselben Thugs zwingen Gopali Das im Rahmen eins Aufnahmerituals in den Kali-Kult, seinen verstümmelten Bruder zu töten.
In der Zwischenzeit haben sich die britischen Händler zusammengetan und wollen ihre Handelstreks zusammenschließen, um als eine Art Superkarawane sicherer durchs Land reisen zu können und damit vor Überfällen jedweder Art geschützt zu sein. Captain Connaught-Smith führt diese Großkarawane an und erlaubt ihm unbekannten indischen Fremden, die sich als die Würger von Bombay herausstellen, sich diesem Trek anzuschließen. In der folgenden Nacht kommt es zum großen Gemetzel: Die Karawane wird überfallen und ausgeraubt, und alle Reisenden wie auch deren Anführer Connaught-Smith werden ermordet und vergraben. Captain Lewis und Leutnant Silver, ebenfalls ein geheimes Sektenmitglied, werden mit dem Verschwinden dieser Karawane beauftragt. Als Lewis bei Silver eine kleine Narbe feststellt, die ihn als Anhänger des gefährlichen Kali-Kultes auszeichnet, kommt es zu einem Zweikampf, in dem Lewis den Thug in Notwehr erschießt. Lewis findet auch die erschlagenen Karawanen-Reisenden und gräbt diese aus. Dabei wird er entdeckt und von weiteren Thugs zur Kultstätte der Kali verschleppt.
Hier will ihn der Hohepriester der Sekte der Göttin auf einem Scheiterhaufen opfern. Der von seiner Mordtat an seinem Bruder zutiefst traumatisierte Gopali Das kann jedoch Lewis befreien. Der Brite überwältigt den Hohepriester und stößt diesen auf den brennenden Scheiterhaufen. Im Zuge des entstehenden Tumultes können beide zurück zur britischen Militärmission fliehen. Hier treffen sie auf Colonel Henderson, der gerade mit Patel Shari diniert, dem indischen Repräsentanten der hiesigen Handelskaufleute. Nur er kann der Informant sein, der an die Thuggees die zentralen Informationen aus dem Lager der Engländer weitergibt. Gopali identifiziert Patels Diener als ein Kali-Thug, woraufhin Patel diesen als unbequemen Mitwisser umbringt. Doch damit hat er sich selbst als Kali-Thug entlarvt. Captain Lewis wird durch seine Heldentaten rehabilitiert und von Henderson für seine Arbeit an der Dekuvrierung des Kali-Kultes befördert. Nun können die britischen Kolonialherren mit der finalen Zerstörung der verbrecherischen Sekte beginnen.

## Synchronisation
| Rolle                   | Darsteller         | Synchronsprecher  |
| ----------------------- | ------------------ | ----------------- |
| Captain Lewis           | Guy Rolfe          | Arnold Marquis    |
| Mary Lewis              | Jan Holden         | Ursula Traun      |
| Colonel Henderson       | Andrew Cruickshank | Konrad Wagner     |
| Captain Connaught-Smith | Allan Cuthbertson  | Harry Wüstenhagen |
| Hohepriester von Kali   | George Pastell     | Klaus Miedel      |
| Patel Shari             | Marne Maitland     | Gerd Martienzen   |
| Leutnant Silver         | Paul Stassino      | Siegmar Schneider |
| Ram Das                 | Tutte Lemkow       | Herbert Stass     |
| Bundar                  | Roger Delgado      | Erich Poremski    |

## Produktionsnotizen
Die Würger von Bombay wurde am 4. Dezember 1959 in London uraufgeführt. Die deutsche Erstaufführung war am 13. Mai 1960, die deutsche Fernsehpremiere fand am 17. April 1994 auf Pro7 statt.
Michael Carreras war Herstellungsleiter, Anthony Nelson Keys Produktionsleiter. Die Filmbauten entwarf Bernard Robinson.

## Kritiken
Für den Movie & Video Guide besaß der Film eine „grausige Geschichte“, lobte aber die „straffe Regie“.
Halliwell’s Film Guide sah in dem Film eine „Semi-historische Parade von Abscheulichkeiten, abstoßend aber kaum aufregend.“

„Eine Folge abgeschmackter Grausamkeiten: Gefangene werden reihenweise erdrosselt, andere geblendet, Leichen verscharrt und wieder ausgebuddelt, und dem Captain wirft man die abgehackte Hand seines Dieners auf den Abendbrottisch.“